# La donna vendicativa
La donna vendicativa è un'opera teatrale in tre atti di Carlo Goldoni scritta per il Carnevale del 1752, ma portata sulle scene la prima sera dell'autunno dell'anno seguente. Con questa commedia l'autore si congedò dal Teatro Sant'Angelo e dalla compagnia di Girolamo Medebach, dopo cinque anni di intensa e ininterrotta collaborazione, per legarsi al Teatro San Luca.

## Trama
La serva Corallina viene ingannata da Florindo, amante di Rosaura, che si finge ambiguamente innamorato di lei e ne carpisce l’affetto e la fiducia.
Corallina allora mette in atto una perfida vendetta, per la quale penalizza la figlia del suo padrone Ottavio, vecchio avaro e collerico, di cui finge di accettare le avance amorose, manovrandone l’egoismo e la senile dipendenza erotica.
Ottavio non ha scrupoli a sbarazzarsi egoisticamente della figlia Rosaura, assecondando i subdoli piani di Corallina.

## Poetica
La donna vendicativa, una tra le più brillanti commedie di Goldoni, nacque come uno scherzo alla bravissima attrice Maddalena Marliani-Raffi, per la quale l'autore veneziano aveva creato i personaggi femminili di tante sue commedie. Qui viene rappresentata animata da spirito di vendetta per un tradimento subito. Si tratta di una classica commedia goldoniana in cui sono evidenti gli effetti della Riforma, per cui i personaggi diventano veri, smettono la maschera e indossano i panni del cittadino
La vicenda mette in evidenza una società ipocritamente cinica ed egoista, della quale fanno parte padroni e servi, padri e figli, parenti e amici, parimenti impegnati a sopraffarsi, a mentirsi, a truffarsi. L’intreccio degli episodi è dipanato e ingarbugliato da una drammaturgia sapientissima, che sorprende per le inaspettate soluzioni teatrali. Il finale, carico di amarezza, non è affatto liberatorio: raggiunge d’improvviso lo sconcerto dello spettatore, svelandogli una cruda realtà dove non sussistono vincitori o vinti e dove i personaggi appaiono tutti vittime e carnefici di un nuovo tipo di società borghese, ancor più immorale ed egoista della declinante ed esausta nobiltà, prossima al collasso. 
Ha scritto Roberto De Simone: In Corallina si agita quell'odio verso i padroni che può far presagire, con secoli d'anticipo, Jenny dei pirati con una vendicatività, o rivendicatività, che in Goldoni diventa autodistruttiva, in Brecht diventerà rivoluzionaria.